# Хронология на промените в околната среда
Хронология на влиянието на промените в околната среда върху човешката история, както и на влиянието на човека върху околната среда.
Това е приложение към статията за Детерминизъм на средата.
Списъкът от събития не претендира за пълнота, подборът им е определен от целите на статията.
Цветно кодиран
| цвят   | значение                          |
| ------ | --------------------------------- |
| година | без коментар                      |
| година | период на значително застудяване  |
| година | период на топло време             |
| година | период на по-топло време          |
| година | период на необичайно влажно време |
| година | период на засуха                  |

## отПлейстоцендоХолоцен
Времето от около 15000 до 5000 г. пр.н.е. е било време на преход, на бърза и всеобхватна промяна в околната среда, тъй като планетата преминава от Ледникова епоха към топла епоха. Морското равнище се покачва драматично (както се покачва и сега), земята затисната от тежестта на ледниците започва да се издига отново, горските и пустинните пояси се разширяват, климатът постепенно става „по-модерен“. В процеса на постепенното затопляне планетата е свидетел на няколко топли и студени периода, като късен дриас и холоценски температурен оптимум, както и на обилни валежи. Плейстоценската мегафауна изчезват, но масовото измиране продължава с холоценското масово измиране. Общоприето е, че преди около 11 700 години (9700 г. пр.н.е.) завършва старата ера (Плейстоцен, Палеолит, Каменна епоха, последна Ледникова епоха), и започва съвременната епоха каквато я познаваме.
| Години                                                                     | Години                                                                     | Събития |
| Начало                                                                     | Край                                                                       | Събития |
| -------------------------------------------------------------------------- | -------------------------------------------------------------------------- | --- |
| ок. 2 588 000 г. пр.н.е.                                                   | ок. 12 000 г. пр.н.е.                                                      | Плейстоцен |
| ок. 41 000 г. пр.н.е.                                                      | ок. 41 000 г. пр.н.е.                                                      | Най-ранни следи от първите съвременни хора, мигрирали в Еропа от Близкия Изток (Оринякска култура). За първи път се появява в източна Европа ок. 41 000 г. пр.н.е., след това се разпространява в Западна Европа между 38 и 34 000 г. пр.н.е. |
| ок. 31 000 г. пр.н.е.                                                      | ок. 20 000 – 15 000 г. пр.н.е.                                             | - Граветска култура – последната 'унифицирана' Европейска култура. Идва на смяна на Оринякската и изчезва около 20 000 г. пр.н.е., около пикът (LGM) на последната Ледникова епоха, като някои елементи се наблюдават чак до 15 000 г. пр.н.е. - Около LGM поради спадането на нивото на Средиземно море се образува сухоземна връзка между Италия и Балканският полуостров – Голямата Адриатическа низина, залята отново в края на Ледената епоха (вероятно ок. 15 000 г. пр.н.е.) |
| ок. 22 000 г. пр.н.е.                                                      | ок. 22 000 г. пр.н.е.                                                      | Най-ранни следи от първите хора, преминали от Сибир в Северна Америка през Беринговия проток |
| ок. 21 000 г. пр.н.е.                                                      | ок. 21 000 г. пр.н.е.                                                      | Открити са доказателства, че хората са събирали и консумирали диви зърнени култури още преди 23 хиляди години. |
| ок. 20 000 г. пр.н.е.                                                      | ок. 20 000 г. пр.н.е.                                                      | Температурата в Антарктида бързо и рязко се покачва с 6 °C |
| ок. 19 000 г. пр.н.е.                                                      | ок. 19 000 г. пр.н.е.                                                      | Максимум на ледниковата покривка / минимум на морското равнище |
| ок. 20 000 г. пр.н.е.                                                      | ок. 15 000 г. пр.н.е.                                                      | Солутренска култура – Идва на смяна на Граветската във Франция и Испания |
| ок. 19 000 г. пр.н.е.                                                      | ок. 8000 г. пр.н.е.                                                        | Епиграветска култура – Идва на смяна или наследява (продължава) Граветската от Италия до Волга. Заменена е от Мезолитните култури към 8000 г. пр.н.е. |
| ок. 20 000 г. пр.н.е.                                                      | ок. 12 150 г. пр.н.е.                                                      | Мезолитен 1 период в Левант |
| ок. 17 000 г. пр.н.е.                                                      | ок. 13 000 г. пр.н.е.                                                      | Oldest Dryas – най-старият студен период през последната Ледникова епоха в Европа. |
| ок. 18 000 г. пр.н.е.                                                      | ок. 18 000 г. пр.н.е.                                                      | Последен минимум на морското ниво (ок. 120 м. под сегашното) |
| ок. 13 000 г. пр.н.е.                                                      | ок. 13 000 г. пр.н.е.                                                      | Начало на холоценското масово измиране. Най-ранни доказателства за водене на война. Топлинният удар 1А повишава нивото на световния океан с 20 метра (средно с 4 до 6 мм на година). |
| ок. 12 670 г. пр.н.е.                                                      | ок. 12 000 г. пр.н.е.                                                      | топъл период на Bølling – временно затопляне между Oldest Dryas и Older Dryas студени периоди в края на последния ледников период. На местата, където е нямало застудяване (Older Dryas), периода се нарича Bølling-Allerød. |
| ок.12 340 г. пр.н.е.                                                       | ок. 11 140 г. пр.н.е.                                                      | Джебел Сахаба в долината на Нил: мястото на първата известна битка/война в историята. |
| ок. 12 500 г. пр.н.е.                                                      | ок. 10 800 г. пр.н.е.                                                      | Натуфийската култура в Левант полага основите на земеделието |
| ок. 12 000 г. пр.н.е.                                                      | ок. 11 700 г. пр.н.е.                                                      | студен период |
| ок. 11 700 г. пр.н.е.                                                      | ок. 10 800 г. пр.н.е.                                                      | топъл и влажен период |
| ок. 13 000 г. пр.н.е.                                                      | ок. 11 000 г. пр.н.е.                                                      | От топенето на снеговете се образува ледниковото езеро Агасис. Около 11 000 г. пр.н.е. то прелива и се изпразва през река Маккензи в северния ледовит океан, което може би причинява следващият студен период. |
| ок. 12 000 г. пр.н.е.                                                      | ок. 8000 г. пр.н.е.                                                        | построен е Гьобекли тепе – най-древният мегалитен комплекс в света |
| ок. 10 900 г. пр.н.е. (калибриран) или ок. 8900 г. пр.н.е. (не-калибриран) | ок. 10 900 г. пр.н.е. (калибриран) или ок. 8900 г. пр.н.е. (не-калибриран) | Земята се е срещнала с кометата Кловис, според една хипотеза |
| ок. 10 900 г. пр.н.е.                                                      | ок. 9700 г. пр.н.е.                                                        | нов студен период |
| ок. 10 000 г. пр.н.е.                                                      | ок. 10 000 г. пр.н.е.                                                      | - започва пердиода Преборий. - Mорското равнище се повишава поради топенето на ледниците. - край на последната Ледникова епоха. - Направени са първите пещерни рисунки от Мезолита. |

## 10-о хилядолетие пр.н.е.
| Години                          | Години                          | Събития |
| Начало                          | Край                            | Събития |
| ------------------------------- | ------------------------------- | --- |
| ок. 9700 г. пр.н.е.             | ок. 9700 г. пр.н.е.             | - Образува се беринговият проток: сухопътната връзка между Сибир и Северна Америка изчезва поради покачването на морското ниво, преминаването от Сибир в Америка става възможно само по леда през зимата - Северна Америка: Лонг Айлънд се превръща в остров |
| ок. 9660 до към 9600 г. пр.н.е. | ок. 9660 до към 9600 г. пр.н.е. | студеният период завършва. Край на Плейстоцена и начало на Холоцена. Голяма част от замръзналата земя става обитаема отново. Според някои учени този студен период е продължил от около 10 800 г. пр.н.е. до към 9500 г. пр.н.е. и е бил предизвикан от нарушаването на топлото течение в Северния Атлантически океан (Гълфстрийм), причинено от изливането на езерото Агасис. |
| ок. 9500 г. пр.н.е.             | ок. 9500 г. пр.н.е.             | - Оформя се ледниковото Анцилово езеро, част от Балтийско море. - Има доказателства за жътва на диви зърнени култури в Мала Азия, което не значи непременно че са ги отглеждали. - Край на периода Преборий в европейския климат. - Поленова зона IV, свързана с натрупване на цветен прашец от хвойна, върба и бреза. - Начало на Неолитната епоха в древния изток. - Най-ранни останки от поселение в град Йерихон. - Започва продължителното топене за ледената кора в Антарктида. - В пустинята Мохаве покълнва и се развива колония от храсти Larrea tridentata, наречена „King Clone“, считана за един от най-старите живи организми на Земята. |
| ок. 9270 г. пр.н.е.             | ок. 9270 г. пр.н.е.             | Температурата в Гренландия бързо и внезапно се повишава с 4 °C |
| ок. 9000 г. пр.н.е.             | ок. 9000 г. пр.н.е.             | Първа каменна постройка в Йерихон. |

## 9-о хилядолетие пр.н.е.
| Години                      | Години                      | Събития |
| Начало                      | Край                        | Събития |
| --------------------------- | --------------------------- | --- |
| ок. 8500 г. пр.н.е. to 7370 | ок. 8500 г. пр.н.е. to 7370 | Йерихон се превръща в един от първите градове през този период |
| ок. 8000 г. пр.н.е.         | ок. 8000 г. пр.н.е.         | - Преход от периода Борий към периода Атлантик. - Завършва късния Палеолит и започва Новокаменна епоха. - топенето на ледената кора в Антарктида продължава. - Азия – повишаване на морските нива поради топене на ледниците. - Северна Америка – ледниците се отдръпват и към 8000 г. пр.н.е. Уисконсинското обледеняване завършва. - Англия – най-старият намерен скелет на Хомо сапиенс на острова (имал черна кожа и сини очи) - По целия свят – в много региони има наводнения поради топенето на ледниците. - Неолитна революция – хората преминават от събиране и ловуване към земеделие и скотовъдство. |

## 8-о хилядолетие пр.н.е.
| Години                 | Години                 | Събития |
| Начало                 | Край                   | Събития |
| ---------------------- | ---------------------- | --- |
| ок. 7900 г. пр.н.е.    | ок. 7700 г. пр.н.е.    | езерото Агасис се напълва отново от топенето на ледовете ок. 7900 г. пр.н.е., а ледниците се отдръпват на север                                       |
| ок. 7640 г. пр.н.е.    | ок. 7640 г. пр.н.е.    | Според хипотезата на Дейт метеорит удря земята и причинява глобален катаклизъм.                                                                       |
| ок. 7500 г. пр.н.е.    | ок. 7500 г. пр.н.е.    | - Мезолитните ловци достигат Ирландия - В Швеция пониква колония от Норвежки смърч – Picea abies, наречена „Old Tjikko“, която сега е на 9500 години. |
| 7500 – 7000 г. пр.н.е. | 3500 – 3000 г. пр.н.е. | До около 5000 г. пр.н.е. територията на пустинята Сахара е била значително по-влажна от днес, сравнима със саваната.                                  |

## 7-о хилядолетие пр.н.е.
| Години                 | Години                 | Събития |
| Начало                 | Край                   | Събития |
| ---------------------- | ---------------------- | --- |
| ок. 7000 г. пр.н.е.    | ок. 3000 г. пр.н.е.    | Холоценски максимум, най-топлият период през последните 125 000 години, с минимално заледяване и най-високи нива на световния океан. (McEvedy) |
| ок. 6600 г. пр.н.е.    | ок. 6600 г. пр.н.е.    | 'Jiahu' символи, издълбани върху коруби на костенурки, от град Jiahu, Северен Китай |
| ок. 6500 г. пр.н.е.    | ок. 6500 г. пр.н.е.    | - формира се протока Ла Манш - възниква Обейдската култура в Месопотамия - В някои части на света започва Каменно-медна епоха, има хипотеза че е изобретено и колелото Тел Халаф - В Китай завършва Палеолита и започва Неолита, продължавайки до ок. 2300 г. пр.н.е. |
| ок. 6440±25 г. пр.н.е. | ок. 6440±25 г. пр.н.е. | Изригва вулкан на Курилските острови със сила ВЕИ 7. Изригването е било едно от най-силните през Холоцена |
| ок. 6400 г. пр.н.е.    | ок. 6400 г. пр.н.е.    | езерото Агасис се излива в океана за последен път, формирайки езерата Манитоба, Уинипег, Уинипегосис, и Горското езеро, както и някои други. Това събитие може да е причина за следващото рязко застудяване 200 години по-късно. |
| ок. 6200 г. пр.н.е.    | ок. 6200 г. пр.н.е.    | рязко застудяване, продължило 2 до 4 века |
| ок. 6100 г. пр.н.е.    | ок. 6100 г. пр.н.е.    | Подводно свлачище в Норвегия, причинило мегацунами в Норвежко море |
| ок. 6000 г. пр.н.е.    | ок. 6000 г. пр.н.е.    | - Повишаването на океанското ниво създава Торесовия проток, разделяйки Австралия от Нова Гвинея. - Сахара прогресивно се засушава. - Поленова зона VI, свързана с натрупване на цветен прашец от дъб и бряст, по-топъл и морски климат. Съвременна фауна, нарастващо влияние на човека с разпространението на Неолитното земеделие. - Повишаващите се морски нива поради топенето на ледниците започват да заливат територията, която ще се превърне в Ирландско море, отделяйки Ирландия от Великобритания. - В резултат на изригване на вулкана Етна в Сицилия се образува мега цунами, което опустошава бреговете на източното Средиземноморие от Европа през Азия до Африка. |

## 6-о хилядолетие пр.н.е.
| Години              | Години                     | Събития |
| Начало              | Край                       | Събития |
| ------------------- | -------------------------- | --- |
| ок. 5600 г. пр.н.е. | ок. 5600 г. пр.н.е.        | Според хипотезата за Потоп в Черно море то се превръща от сладководно езеро в соленоводно море при потоп през Босфора. Според последното изследване, това се е случило преди 7600 г., нивото е било 120 м. по-ниско от сегашното, а изравняването е станало за няколко десетилетия. |
| ок. 5500 г. пр.н.е. | ок. 5500 г. пр.н.е.        | - Начало на опустинване на Северна Африка, която в крайна сметка води до появата на пустинята Сахара. През този период територията е все още по-влажна от днес. Има вероятност този процес да е принудил хората да мигрират към района на Нил на изток, създавайки условия за формирането на античната цивилизация в Древен Египет. - В резултат на понижаване на сушата Ютландският полуостров се отделя от Южна Швеция и се образуват проливите Голям и Малък Белт. Водите от Северно море нахлуват в басейна на Мастоглоя, и се образува Литориново море, което покрива значителни части от днешните Швеция и Финландия. Нивото му е било със 7 до 9 метра по-високо от съвременното. Има теория, че Ладожкото езеро тогава е представлявало само залив, който се е съединявал с него с широк пролив на север от Карелския провлак. |
| ок. 5500 г. пр.н.е. | ок. 3500 – 2500 г. пр.н.е. | Развитие на първото земеделско общество в Европа; заражда се в Дунавските низини (ок. средата на 7 хил. пр.н.е.) след миграция на земеделци от Анатолия, които се смесват с местните ловци, и след това се разпространява на запад по крайбрежието на Средиземно море и на северозапад срещу течението на река Дунав. Обхваща няколко вълни на културно развитие, които продължават до пристигането на носителите на Ямната култура през 3 хил. пр.н.е. Неолитните земеделци в Гърция (Пелопонес) се различавали от останалите Европейски земеделци и изглежда са дошли по друг път. |
| ок. 5300 г. пр.н.е. | ок. 5300 г. пр.н.е.        | - Едни от най-старите образци на протописменост: табличките от с. Тартария от културата Винчи, Плочка от Градешница от Карановската култура, Дупяшка табличка и др. - Първи доказателства за развитие на металургията от културата Винчи - Поява на селища от Убаидската култура в Месопотамия |
| ок. 5000 г. пр.н.е. | ок. 5000 г. пр.н.е.        | - Период на глобален максимум на морското ниво, наречен 'Older Peron'. Виж: Колебания на морското ниво по Колин и Мъри - Първи свидетелства за използване на корабно платно – рисунка от египетски гроб в Луксор. - Първи сведения за човешко присъствие на островите Малта и Гозо |

## 5-о хилядолетие пр.н.е.
| Години                 | Години              | Събития |
| Начало                 | Край                | Събития |
| ---------------------- | ------------------- | --- |
| ок. 4570 г. пр.н.е.    | ок. 4250 г. пр.н.е. | Пред-династична култура Merimde на Нил |
| 4650 – 4500 г. пр.н.е. | ок. 4100 г. пр.н.е. | Култура Варна – най-старото технологично обработено злато в Европа и света (намерено в Градът на птиците), първите каменни градежи в Европа. |
| 4400 г. пр.н.е.        | 3500 г. пр.н.е.     | Амратска (Накада I) култура в Додинастичен период на Египет                                                                                  |
| 4000 г. пр.н.е.        | 3100 г. пр.н.е.     | Шумерска култура в Месопотамия |

## 4-то хилядолетие пр.н.е.
| Години                                | Години                                | Събития |
| Начало                                | Край                                  | Събития |
| ------------------------------------- | ------------------------------------- | --- |
| 3900 г. пр.н.е.                       | 3900 г. пр.н.е.                       | - Продължителна засуха е причина за миграция на племената по целия свят към речните долини, с възможни отражения върху човешкото поведение. - Рязко изчезване на Убаидската култура.                                                                                                   |
| 3600 г. пр.н.е.                       | 2800 г. пр.н.е.                       | - Влошаване на климата в Западна Европа и Сахара. - В Европа – Поленова зона VII, дъб и бук. - Мегалитни храмове в Малта |
| 3500 г. пр.н.е. до 3000 г. пр.н.е.    | 3500 г. пр.н.е. до 3000 г. пр.н.е.    | Край на периода Neolithic Subpluvial, климатът в пустинята Сахара отново става сух и горещ около 3900 г. пр.н.е.. |
| 3500 г. пр.н.е.                       | 3200 г. пр.н.е.                       | Gerzeh/Naqada II египетска култура |
| 3200 г. пр.н.е.                       | 2900 г. пр.н.е.                       | Рязко застудяване, довело до придвижване на ледената граница, опитомяването на коня и влошаването на икономическите условия вследствие на засухата. |
| 3300 г. пр.н.е.                       | 2600 г. пр.н.е.                       | Развитие на Ямната култура в степната зона над Черно и Каспийско море, 4 период от Курганната култура, свързвана с прото-индоевропейците |
| 3200 г. пр.н.е.                       | 3000 г. пр.н.е.                       | Нулева династия на Древен Египет |
| 3100 г. пр.н.е.                       | 2686 г. пр.н.е.                       | Архаичен период на Египет. През този период се формират отличителните черти на Древен Египет. Предполага се, че тогава са измислени и египетските йероглифи (за началото на използването им се спори, като спорен някои учени то е в началото на тоя период, а според други – в края). |
| м/у 3000 г. пр.н.е. и 2800 г. пр.н.е. | м/у 3000 г. пр.н.е. и 2800 г. пр.н.е. | Метеорит или комета удрят Земята, създавайки кратер с диаметър 30 км на дъното на Индийския океан, според една от теориите за световния Потоп. |

## 3-то хилядолетие пр.н.е.
| Години              | Години                 | Събития |
| Начало              | Край                   | Събития |
| ------------------- | ---------------------- | --- |
| ок. 3000 г. пр.н.е. | ок. 3000 г. пр.н.е.    | - Край на Холоценския максимум, времето постепенно започва да застудява - Започва изграждането на Стоунхендж. В първоначалните си варианти той е представлявал канавка и насип, оформящи кръг, с 56 дървени стълба по края. (National Geographic, June 2008). - Създаден е шумерският клинопис, считан за една от най-старите писмени системи. |
| 2900 г. пр.н.е.     | 2900 г. пр.н.е.        | Наводнения в Шурупак с катастрофичен характер, доказани със седименти в Северен Ирак, простиращи се на север до Киш, а на юг до Урук; за вероятна причина се посочва нов период на силни дъждове в Ниневия довело до преливането на реките Карун и Тигър. С това наводнение се свързва края на периода Jemdet Nasr period и началото на раннодинастичния период в развитието на местната култура. Това наводнение е свързвано и с мита за Потопа. |
| ок. 2880 г. пр.н.е. | ок. 2880 г. пр.н.е.    | Пониква дървото Прометей (мъхестошишарен бор от рода Pinus longaeva), предишният най-стар известен неколониален организъм (отсечен 1964 г.). |
| ок. 2832 г. пр.н.е. | ок. 2832 г. пр.н.е.    | Пониква дървото Метусалем (мъхестошишарен бор), най-старият известен неколониален организъм в света. |
| 2807 г. пр.н.е.     | 2807 г. пр.н.е.        | Предполагаемата дата на падането на астероид или комета между Африка и Антарктида около слънчевото затъмнение на 10 май, изведена от анализа на митовете за потопа. Възможно е удара да е довел до образуването на кратера Бъркъл и шеврона Фенамбози близо до Мадагаскар. |
| ок. 2900 г. пр.н.е. | ок. 2350 г. пр.н.е.    | В почти-цяла Европа се разпространява Културата на шнуровата керамика, наричана още Култура на бойните брадви (секири) – част от втората вълна на експанзия на Курганната култура. Носителите на тази култура са генетични наследници на носителите на Ямната култура, като показват и генетична близост с хората от културата Синтаща-Петровка (подкултура на Андроновската култура) Обикновено се асоциира с развитието на Индоевропейското езиково семейство |
| ок. 2900 г. пр.н.е. | 2200 – 1800 г. пр.н.е. | В централна и западна Европа се разпространява културата на камбановидните чаши – част от втората вълна на експанзия на Курганната култура Носителите и идват в Северна Европа от степната зона над Черно и Каспийско море. На Юг/Юго-Запад тя се разпространява предимно като културно влияние, а на Север и Северо-Запад – като физическа миграция. |
| 2650 г. пр.н.е.     | 2650 г. пр.н.е.        | - Шумерският епос за героя Гилгамеш описва обширни гори от Кедър на мястото на сегашен южен Ирак. Гилгамеш побеждава боговете и отсича горите, но боговете в отговор проклинат Шумер с огън (или засуха). Към 2100 г. пр.н.е. в резултат на ерозия и осоляване почвата става неплодородна. Един шумер е писал, че „земята (почвата) стана бяла“. Цивилизацията се премества на север към Вавилон и Асирия. И при тези цивилизации изсичането на горите е фактор за възхода и упадъка им. - Един от най-старите закони за запазване на останалите гори е приет в Ур. |
| ок. 2630 г. пр.н.е. | 1815 г. пр.н.е.        | Строят се на Египетски пирамиди. |
| 2500 г. пр.н.е.     | 2500 г. пр.н.е.        | Сахара се превръща в суха пустиня, с условия близки до съвременните. Изсушаването е започнало около 7500 – 6000 г. пр.н.е., в резултат на изместването на западноафриканския тропически мусонен пояс на юг от Сахел, и усилено от събитията през 3900 г. пр.н.е.. Увеличената скорост на изпаряване на водата от почвата в региона води до изсъхването на Сахара, видимо от спадането на нивото на езерото Чад. Има и следи за пресъхване на Нил по пирамидата на фараон Унас. Племената техену от Сахара се опитват да проникнат в Египет.                         |
| ок. 2500 г. пр.н.е. | ок. 2200 г. пр.н.е.    | Носители на културата на камбановидните чаши мигрират от територията на съвременна Холандия към Англия и Ирландия, донасяйки гените на светлата кожа. Към 2400 г. пр.н.е. почти 90% от местното население вече има и степни гени. |
| 2300 г. пр.н.е.     | 2300 г. пр.н.е.        | Край на Неолита в Китай. |
| 2200 г. пр.н.е.     | 2200 г. пр.н.е.        | Начало на сериозно няколковековно засушаване в Северна Африка, югозападна Азия и централна Северна Америка, вероятна причина за упадъка и края на Старото царство в Египет и на Акадската империя в Месопотамия. Това съвпада с преминаването на климата от суббореален към субаталантически period период. |
| 2100 г. пр.н.е.     | 2100 г. пр.н.е.        | Построен е зикурата в Ур – пирамидален храм с основи 64x45 м и височина ок. 30 метра. |
| ок. 2000 г. пр.н.е. | ок. 2000 г. пр.н.е.    | В резултат от повдигането на сушата и отдръпване на океана Литориново море започва да намалява обема и нивото си. Като следствие от тази регресия се образува древното Балтийско море, с ниво 4 до 6 метра по-високо от съвременното. Образуват се река Нева и езерото Ладога (водите му заливат значителна част от сушата по южното крайбрежие, унищожавайки растителност и жилища). |

## 2-ро хилядолетие пр.н.е.
| Години              | Години              | Събития |
| Начало              | Край                | Събития |
| ------------------- | ------------------- | --- |
| ок. 2000 г. пр.н.е. | ок. 1000 г. пр.н.е. | Продължаващото формиране на планини в Хималаите допринася за (частичното) пресъхване на река Сарасвати и превръщането на региона Тар в пустиня. Това води до упадъка на цивилизацията Харапа. |
| ок. 1800 г. пр.н.е. | ок. 1500 г. пр.н.е. | Силно застудяване по време на средната бронзова епоха, последвано от топъл период м/у 1500 и 900 г. пр.н.е. Редица вулканични изригвания м/у 1660 и 1620. |
| ок. 1700 г. пр.н.е. | ок. 1700 г. пр.н.е. | Създаден е Епосът за Атрахасис, съдържащ митове за сътворението, историята за потопа и предупреждение за последствията от свръхнаселение. |
| ок. 1600 г. пр.н.е. | ок. 1600 г. пр.н.е. | - Изригване на вулкана Везувий 1660 г. пр.н.е - Изригване на вулкана Аниакчак в Аляска 1645 г. пр.н.е. - Изригване на Санторини ок. 1620 г. пр.н.е. и последвалото земетресение (и цунами) унищожава по-голямата част от остров Санторини, и водят до изчезването на Критско-минойската цивилизация. Това събитие може да е вдъхновило легендата за Атлантида. |
| 1450 г. пр.н.е.     | 1450 г. пр.н.е.     | край на Критско-минойската цивилизация. Освен теорията, че упадъка и е свързан с изригването на вулкана Тера, има и друга теория – че е причината е в изсичането на горите – развита от John Perlin в A Forest Journey. |
| ок. 1200 г. пр.н.е. | ок. 1200 г. пр.н.е. | придвижване на Морските народи към Египет |
| 1206 г. пр.н.е.     | 1187 г. пр.н.е.     | Свидетелства за силна засуха в Източното Средиземноморие. Хетски и Угаритски надписи свидетелстват, че са изпращани молби за зърно към Египет, вероятно по времето на фараон Мернептах. Карпентър предполага, че засушавания със същата сила като тези в Гърция през 50-те години на 20 век биха били достатъчни за Колапсът в късната Бронзова епоха (довел до залезът на Микенската цивилизация, края на каситската династия във Вавилон, империята на Хетите, Угарит и Амореи, раздробяването на Лувийците и периода на хаос в Ханаан). Причина за засухата може да е било временното отклоняване на зимните циклони северно от Пиренеите и Алпите. Времето в Централна Европа по същото време е било по-влажно. Изглежда, че по това време населението в Централен Анатол, Сирия и Северна Месопотамия, Палестина, Синай и Северозападна Арабия преминава от уседнало земеделие към номадство. |

## 1-во хилядолетие пр.н.е.
| Години             | Години             | Събития |
| Начало             | Край               | Събития |
| ------------------ | ------------------ | --- |
| 800 г. пр.н.е.     | 500 г. пр.н.е.     | - Поленова зона VIII. Край на последното повишаване на морското ниво. - Разпространение в Централна Европа на келтско земеделие от ранножелязната епоха, Халщатска култура. - Нарастване на благосъстоянието в Европа и Близкия изток. |
| 753 г. пр.н.е.     | 753 г. пр.н.е.     | Основан е Рим и започва историята на Римската империя. Това бележи началото на класическата Античност. |
| 508 г. пр.н.е.     | 508 г. пр.н.е.     | В Атина е измислен терминът Демокрация |
| 500 г. пр.н.е.     | 200 г. пр.н.е.     | Осева епоха, революционен преход в развитието на философията, религията и културата протича едновременно в Китай, Индия, Иран и Европа. По това време живеят философи като Сократ, Платон, Лао Дзъ и Конфуций.                         |
| 356 г. пр.н.е.     | 323 г. пр.н.е.     | Александър Велики |
| 269 г. пр.н.е.     | 232 г. пр.н.е.     | Управление на император Ашока Велики в Индия, начало на разпространение на Будизма |
| ок. 250 г. пр.н.е. | ок. 250 г. пр.н.е. | В Европа и Северна Америка започва период на топло време (наречен римски топъл период), като условията тогава са почти същите като в началото на 21 век. Той продължава до ок. 400 г.                                                  |
| ок. 225 г. пр.н.е. | ок. 225 г. пр.н.е. | Започва по-влажен и хладен период, с повече валежи, с превес на буковите гори. Фауната през този период отговаря на съвременната (ако се изключи човешкото влияние). На този период отговаря Поленова зона IX.                         |
| ок. 200 г. пр.н.е. | ок. 200 г. пр.н.е. | Шри Ланка става първата държава в света с природен резерват – княз Devanampiyatissa учредява светилище на дивата природа |

## 1 хилядолетие

### 1 век
| Години | Години | Събития |
| Начало | Край   | Събития |
| ------ | ------ | --- |
| 79 г.  | 79 г.  | Изригва вулканът Везувий, затрупвайки Помпей и Херкулан. Римски флот, воден от Плиний Стари, опитва да помогне на жертвите. Самият Плиний загива. |

### 2 век
| Години | Години | Събития |
| Начало | Край   | Събития |
| ------ | ------ | --- |
| 114    | 117    | Римската империя постига най-голямото си териториално разширение, разпростирайки се от пустинята Сахара до Англия, от Испания до река Дунав, от Черно море до Месопотамия и Кувейт.                                                                                             |
| 186    | 186    | Изригва вулканът, в калдерата на който сега се намира езерото Таупо в Нова Зеландия. Изхвърлени са 170 км³ пепел, което оцветява небето от Китай до Рим в червено. |
| 164    | 180    | Галенова или Антонинова епидемия (от едра шарка). Според историка Касий Дион в някои от провинциите епидемията убила до една трета от населението. Следват и други бедствия: слаба реколта и масов глад, наводнения и земетресения, което сложило край на „Златния Век“ на Рим. |

### 3 век
| Години | Години | Събития |
| Начало | Край   | Събития |
| ------ | ------ | --- |
| 235    | 284    | Криза в Римската империя. „Киприановата чума“ (вероятно от дребна шарка) от 249 – 262 г. допринася за възхода на Християнството. Епидемията и вражеските нашествия водят до намаляване на населението – няма кой да обработва земята и да служи в армията. За да се справи с този проблем Император Аврелиан взема сериозни мерки: през 272 г. преселва голямо количество карпи в Панония, а през 275 г. преселва цялото население на провинция Дакия в провинция Мизия (ка). |

### 4 век
| Години  | Години  | Събития                                                         |
| Начало  | Край    | Събития                                                         |
| ------- | ------- | --------------------------------------------------------------- |
| ок. 300 | ок. 300 | Започва Великото преселение на народите.                        |
| 301     | 301     | Основана е Република Сан Марино, най-старата република в света. |

### 5 век
| Години  | Години  | Събития |
| Начало  | Край    | Събития |
| ------- | ------- | --- |
| ок. 400 | ок. 400 | В Европа и Северна Америка завършва топлият период (наречен Римски топъл период), започнал през 250 г. пр.н.е. |
| ок. 400 | ок. 800 | Велико преселение на народите                                                                                  |
| ок. 450 | ок. 450 | Епидемия от малария в Италия.                                                                                  |
| 476     | 476     | Край на Западната Римска империя                                                                               |

### 6 век
| Години | Години | Събития |
| Начало | Край   | Събития |
| ------ | ------ | --- |
| 535    | 536    | 535 – 536: най-рязкото и продължително единично глобално застудяване за последните 2000 г., засегнало няколко цивилизации. Вероятна причина – вулканичен прах. |
| 541    | 550    | Юстинианова чума – първата зафиксирана в историята чумна пандемия. По съвременни изчисления в Ориента и Северна Африка жертвите на чумата достигат 100 милиона, а в Европа – около 25 милиона. Близо 40% от населението на Константинопол умира; император Юстиниан I преселва гърци от близките острови да попълни загубите. След като започва 541/542 г. в Египет, болестта продължава с циклични чумни пандемии през годините 558 – 561, 599 – 600, 608, 618, 628, 640, 684 – 686, 694 – 700, 718, 740 – 750 г., като в периода VI – VIII век. Европа загубва от пандемията от 50 до 60% от своето население. |

### 7 век
| Години | Години | Събития |
| Начало | Край   | Събития |
| ------ | ------ | --- |
| 632    | 632    | Умира пророкът Мохамед, създателят на Исляма. Арабският халифат започва завоюването на Близкия изток, Северна Африка и Европа |

### 8 век
| Години          | Години          | Събития |
| Начало          | Край            | Събития |
| --------------- | --------------- | --- |
| няма точни дати | няма точни дати | Цивилизацията на маите в Централна Америка започва да запада; В Европа е създадена епичната поема Беоулф.                                                                                                   |
| 768             | 768             | Столицата на Арабският халифат е преместена в новопостроения град Багдад |
| 772             | 804             | Карл Велики напада саксите на територията на сегашна североизточна Германия. След 30-годишните Саксонски войни, Долна Саксония е включена в състава на Франкската империя и започва нейната християнизация. |

### 9 век
| Години  | Години  | Събития                                                                                                  |
| Начало  | Край    | Събития                                                                                                  |
| ------- | ------- | --- |
| ок. 850 | ок. 850 | Южна Америка: Продължителна засуха, придружена с почвена ерозия, води до края на цивилизацията на маите. |
| 870     | 870     | Според Книга за заселването на Исландия, започва заселването на Исландия от норвежци.                    |

### 10 век
| Години  | Години   | Събития                                                                                                 |
| Начало  | Край     | Събития                                                                                                 |
| ------- | -------- | --- |
| ок. 900 | ок. 1250 | Започва Средновековният топъл период, влажно в Европа, сухо в Северна Америка                           |
| 930     | 930      | Основан е Алтингът – парламента на Исландия, най-старата съществуваща парламентарна институция на света |
| ок. 980 | ок. 980  | Гренландия е заселена от колонисти от Исландия                                                          |

## 2-ро хилядолетие

### 11 век
| Години | Години | Събития |
| Начало | Край   | Събития |
| ------ | ------ | --- |
| 1006   | 1006   | Наблюдавано е избухването на свръхновата SN 1006, вероятно най-яркото звездно събитие в историята на наблюдение (−7.5 Видима звездна величина) |
| 1054   | 1054   | Избухва свръхновата SN 1054, създавайки мъглявината Рак                                                                                        |
| 1099   | 1099   | Части от регионите Худ аш-Шарки и Худ ал-Гарби на южна Мавритания се превръщат в пустиня.                                                      |

### 12 век
| Години          | Години          | Събития |
| Начало          | Край            | Събития |
| --------------- | --------------- | --- |
| 1104            | 1104            | Създадена е корабостроителницата във Венеция, Италия, където до 16 000 работници са произвеждали серийно кораби на конвейери, стотици години преди Индустриалната революция |
| 1150            | 1150            | Ренесанс на 12 век в Европа, от Китай е внесена Доменна пещ за отливане на чугун                                                                                            |
| 1185            | 1185            | Първа документирана Вятърна мелница в Европа |
| няма точна дата | няма точна дата | Върху изкуствено създаден архипелаг е построен град Нан Мадол в щата Понпей на Микронезия                                                                                   |

### 13 век
| Години         | Години         | Събития |
| Начало         | Край           | Събития |
| -------------- | -------------- | --- |
| ок. 1250       | ок. 1850       | Край на Средновековния топъл период Начало на Малък ледников период в Европа и Азия. Най-студените периоди са около 1650, 1770 и 1850, като между тях има известно затопляне. |
| Край на 13 век | Край на 13 век | Епохата на Ренесанса започва в Италия, постепенно разпространявайки се в цяла Европа                                                                                          |

### 14 век
| Години    | Години | Събития |
| Начало    | Край   | Събития |
| --------- | ------ | --- |
| 1315      | 1317   | Великият глад (1315-1317) в Еропа |
| 1345/1347 | 1351   | Чумна пандемия, наречена Черната смърт, покосява Европа, пораждайки първите опити със закон да се наложи публично здравеопазване и карантина. Върлуването на черната смърт продължава до 16 век циклично на периоди от 10-12-20 години. Към средата на 14 век населението на Европа е достигало 75 млн., а до края на 15 век намалява до 40/45 милиона жители. |

### 15 век
| Години | Години | Събития |
| Начало | Край   | Събития |
| ------ | ------ | --- |
| 1408   | 1408   | последно документирано присъствие (сватба) на норвежките заселници в Гренландия. Скоро след това поради застудяването те я напускат. |
| 1453   | 1453   | Изригването на вулкана Kuwae, намиращ се в Вануату в Тихия океан, допринася за превземането на Константинопол. Започва развитието на науките за околната среда. |
| 1492   | 1492   | Христофор Колумб достига Карибските острови, започвайки т.нар. Колумбов обмен; като резултат империите на Ацтеките и Инките ще бъдат завладени през следващия век от испанците, по-голямата част от местното население ще измре от европейски болести, а в Европа ще се появят растения и животни от Америка. |

### 16 век
| Години         | Години         | Събития                                                                     |
| Начало         | Край           | Събития                                                                     |
| -------------- | -------------- | --------------------------------------------------------------------------- |
| Край на 16 век | Край на 16 век | Край на епохата на Ренесанса, постепенно преминаване към Барок и Ново време |

### 17 век
| Години         | Години         | Събития |
| Начало         | Край           | Събития |
| -------------- | -------------- | --- |
| 1600           | 1600           | Изригване на вулкана Уайнапутина в Перу, Южна Америка, повлиявайки сериозно на климата в Северното полукълбо (за Южното полукълбо няма достатъчно сведения), като 1601 година е била най-студената година от предишните 6 века; В резултат над 2 милиона души умират в Русия (виж Велик глад в Русия (1601 – 1603)). |
| 1610           | 1610           | Учени предлагат тази година да се счита за начало на нова епоха – Антропоцен, в която въздействието на човека върху околната среда става забележимо. |
| Край на 17 век | Край на 17 век | начало на епохата на Просвещението |

### 18 век
| Години         | Години         | Събития |
| Начало         | Край           | Събития |
| -------------- | -------------- | --- |
| ок. 1750       | ок. 1750       | Начало на Индустриалната революция, довела до използването на въглища и други изкопаеми горива за задвижване на парни машини и други устройства. |
| 1755           | 1755           | Лисабонско земетресение – едно от най-разрушителните и смъртоносни земетресения в историята на Европа. Земетресението от 9 степен в 9:40 сутринта на 1 ноември, Хелоуин, последвано от цунами и пожари, почти изцяло разрушават Лисабон, столицата на Португалия. В резултат на това колониалните амбиции на Португалия са пресечени, а опитите да се установи причината за земетресението полагат основите на Сеизмологията. |
| 1770           | 1770           | Временна промяна в мусоните м/у 1760 – 1770 води до големия глад в Бенгалия, когато измират над 10 милиона души. Това предизвиква смяна в данъчната система на Британската империя, недоволството от която довежда до Американската война за независимост. |
| 1783           | 1783           | Изригване на вулкана Laki в Исландия изхвърля достатъчно серен диоксид да убие 25% от населението и 80% от добитъка на острова, както и да причини необичайно студена зима в Европа и Западна Азия. |
| 1789           | 1793           | Според скорошно изследване върху поведението на Ел Ниньо, особено силното му въздействие през 1789 – 93 може да е причинило лошата реколта в Европа през 1788 – 89, което е допринесло за избухването на Великата френска революция. |
| 1798           | 1798           | Томас Малтус публикува Есе за законите на населението, полагайки основите на малтусианството. |
| Край на 18 век | Край на 18 век | начало на епохата на Романтизъм |

### 19 век
| Години | Години | Събития |
| Начало | Край   | Събития |
| ------ | ------ | --- |
| 1804   | 1804   | Населението на света надхвърля 1 милиард. |
| 1815   | 1816   | Изригване на вулкана Tambora в Индонезия през 1815 г., най-голямото за последните 2000 години, е причина за „годината без слънце“ в Северна Америка и Европа през 1816 г. |
| 1845   | 1857   | Необичайно влажното време в Северна Европа води до унищожаване на картофената реколтата от картофена чума. Това води до масов глад, най-тежко засегнати от който са Ирландия (Ирландския картофен глад) и Шотландия. Навсякъде в Европа гладът води до граждански вълнения и става една от причините за Революциите от 1848 г.. За да избягат от глада милиони европейци (особено Ирландци) емигрират към Северна и Южна Америка и Австралия. |
| 1859   | 1859   | Джон Тиндал открива, че някои газове не пропускат топлинното излъчване. Той предполага, че промяната в концентрацията на тези газове в атмосферата може да доведе до Изменение на климата. |
| 1883   | 1883   | Изригване на вулкана Кракатау на остров Ява в Индонезия. Звукът от изригването е бил чут чак в Австралия и Китай, в резултат от изхвърлените пепел и газове времето застудява през следващите години, а цветът на небето се променя. Яркият залез е пресъздаден от Едвард Мунк в картината му Викът. |
| 1896   | 1896   | Нобеловият лауреат Сванте Август Арениус формулира теорията за парниковия ефект. |

### 20 век
| Години            | Години            | Събития |
| Начало            | Край              | Събития |
| ----------------- | ----------------- | --- |
| 1900              | 1900              | Ураган минава през град Галвестън, ставайки най-смъртоносния ураган в САЩ дотогава. Това прекъсва развитието на града, т.к. инвеститорите се насочват към Хюстън. |
| 1906              | 1906              | Земетресението през 1906 г. в Сан Франциско е причина за срив на застрахователните пазари, довел до финансовата криза през 1907 г.. |
| 1908              | 1908              | Тунгуският метеорит поваля 2000 km² гора в Сибир. |
| 1914              | 1918              | Първа световна война. |
| 1918              | 1918              | Световна пандемия от Испански грип убива между 50 и 100 милиона души по целия свят. |
| 1927              | 1927              | Населението на света надхвърля 2 милиарда. |
| 1932              | 1937              | Продължителната засуха в Северното полукълбо подсилено от човешката дейност причинява прашните бури в САЩ, сериозно отразили се на икономиката, и е фактор за Гладомор в СССР. |
| 1937              | 1945              | Тихоокеанска война и Втора световна война. Атомни бомбардировки на Хирошима и Нагасаки. |
| Следвоенен период | Следвоенен период | Ядрени опити, извършвани от страните с ядрено оръжие. Надземните опити продължават до подписването на Договора за частично ограничаване на ядрените опити през 1963 г., предизвиквайки Радиоактивно замърсяване на атмосферата и местата на опитите.                                                        |
| 1955              | 1955              | Канадският физик Гилбер Плас публикува статия с прогноза за повишаване на глобалната температура вследствие нарастващата концентрация на въглероден диоксид в резултат от човешката дейност „Теория за влиянието на CO2 върху климатичните промени“. Прогнозата в общи линии се потвърждава 50 г. по-късно. |
| 1957              | 1957              | Изстрелян е Спутник-1 – първият създаден от човека предмет на околоземна орбита, с което започва Космическа надпревара между САЩ и СССР, довела до изпращането на първия човек в космоса – Юрий Гагарин – през 1961 г., и първото стъпване на човек на Луната през 1969 г. с космическият кораб Аполо 11.   |
| 1960              | 1960              | Населението на света надхвърля 3 милиарда. |
| 1963              | 1963              | В САЩ е приет закон за контрол на замърсяването на въздуха, допълнен и разширен през 1970, 1977 и 1990 г. |
| 1974              | 1974              | Населението на света надхвърля 4 милиарда. |
| ок. 1970          | ок. 2010          | де-индустриализация отначало на Средния запад в САЩ, а по-късно и в целите американски щати, поради преместване на замърсяващите производства към Китай, Индия и други страни. |
| 1980              | 1980              | Изригване на вулкана Сейнт Хелънс в щата Вашингтон. |
| 1984              | 1984              | Бопалска катастрофа – една от най-крупните производствени катастрофи, засегнала над половин милион души. |
| 1986              | 1986              | Чернобилска авария – най-тежката авария в историята на ядрената енергетика, довела до стопяване и взрив на ядрения реактор, радиоактивно замърсяване на областта и река Припят. |
| 1987              | 1987              | Населението на света надхвърля 5 милиарда. |
| 1989              | 1989              | Подписан е протокола от Монреал за защита на Озоновия слой, ограничаващ използването на газове, водещи до разрушаването му. |
| 1997              | 1997              | Подписан е протокола от Киото за контрол над глобалното затопляне, ангажиращ подписалите го държави да намалят своите емисии от парникови газове. |
| 1999              | 1999              | Населението на света надхвърля 6 милиарда. |

## 3-то хилядолетие

### 21 век
| Години | Години | Събития |
| Начало | Край   | Събития |
| ------ | ------ | --- |
| 2004   | 2004   | - Земетресение в Индийския океан на 26 декември 2004 предизвиква разрушително цунами в Индийския океан, в резултат от което загиват 283 100 души, за изчезнали се водят 14 100 души, а 1 126 900 души са останали без дом. |
| 2005   | 2005   | - Ураганите Катрина, Рита и Уилма причиняват разрушения и материални щети по крайбрежието на САЩ, особено в района на Нови Орлеан. |
| 2008   | 2008   | - Циклонът Наргис засяга Мианмар, нанасяйки огромни разрушения и отнемайки живота на около 130 000 души. |
| 2010   | 2010   | - Земетресение в Хаити разрушава голяма част от инфраструктурата на страната, Има 200 000 предполагаеми жертви и над 3 милиона засегнати. - Земетресение в Чили с магнитуд 8.8, довело и до образуването на цунами, причинява разрушения в много градове в страната. - Изригване на вулкана Ейяфятлайокутъл в Исландия има разнообразни економически, политически и други въздействия в Европа о по света. - Нефтен разлив в Мексиканския залив, най-големият регистриран в американската история, при който в океана са изхвърлени милиони литри суров петрол, причинявайки екологична катастрофа в региона. |
| 2011   | 2011   | - Земетресение и цунами в Япония довеждат до поражения в няколко атомни електроцентрали, изместване на основния остров Хоншу на Япония с 2.4 метра на запад, намаляване времетраенето на денонощието с 1.6 микросекунди, изместване на земната ос с 10 до 25 см. - Населението на света надхвърля 7 милиарда. - Серия от торнада през април и май нанасят щети за милиарди долари в сърцето на САЩ, причиняват смъртта на стотици, особено в щатите Мисури и Алабама, но и на други места. |
| 2012   | 2012   | - Ураганът Санди опустошава източното крайбрежие на САЩ, от Флорида до Квебек, и от Мичиган до Нова Скотия. Това е най-опустошителният в Американската история ураган дотогава. |
| 2013   | 2013   | - Супертайфунът Хайан (Yolanda) опустошава централните Филипини, с рекордна скорост на вятъра от 314 км/ч. - Торнадото Ел Рено минава през централна Оклахома, като достига рекордна ширина от над 4 км. |
| 2015   | 2015   | - Прието е [[Парижко споразумение относно изменението на климата, за първи път ангажиращо всички страни по света да намалят емисиите на парникови газове. |
| 2016   | 2016   | - 150 страни на среща в Кигали, Руанда, приемат да се добави към Монреалския протокол ограничаването на флуоровъглеводородите (HFCs). |
| 2017   | 2017   | - Ураганите Харви в САЩ и Мария в Централна Америка нанасят най-много щети дотогава. |